# 34293 Khiemdoba
2000 QJ152 (asteroide 34293) é um asteroide da cintura principal. Possui uma excentricidade de 0.12410520 e uma inclinação de 5.46203º.
Este asteroide foi descoberto no dia 29 de agosto de 2000 por LINEAR em Socorro.